# Васильев, Дмитрий Иванович
Дми́трий Ива́нович Васи́льев (1900—1984) — советский кинорежиссёр; лауреат двух Сталинских премий (1947, 1951).

## Биография
Д. И. Васильев родился 8 (21 октября) 1900 года в Ейске (ныне Краснодарского края).
В 1919—1921 годах учился в МГА, в 1918—1925 годах работал в системе Наркомпроса.
В 1927 году окончил киношколу Б. В. Чайковского.
С 1931 года актёр и ассистент режиссёра студий «Госвоенкино», «Востоккино».
С 1936 года актёр и режиссёр киностудии «Мосфильм». Был сорежиссёром С. М. Эйзенштейна в фильме «Александр Невский» (1938), Ю. Я. Райзмана в фильме «Последняя ночь» (1936).
Д. И. Васильев умер 5 января 1984 года (по другим данным — 1985 года). Похоронен в Москве в 38 секции закрытого колумбария Ваганьковского кладбища. Здесь же находится урна с прахом  жены.
Жена — актриса Галина Фролова (1918—2001).

## Фильмография
- 1930 — Железная бригада (совместно с М. Е. Вернером)
- 1934 — Живой бог (совместно с М. Е. Вернером)
- 1936 — Последняя ночь (сорежиссёр, с Ю. Я. Райзманом)
- 1938 — Александр Невский (совместно с С. М. Эйзенштейном)
- 1943 — Во имя Родины (совместно с В. И. Пудовкиным)
- 1946 — Адмирал Нахимов (второй режиссёр; с В. И. Пудовкиным)
- 1950 — Жуковский — (совместно с В. И. Пудовкиным)
- 1951 — Песня молодости (документальный)
- 1955 — Тайна вечной ночи
- 1958 — Над Тиссой
- 1960 — Операция «Кобра»
- 1964 — Они шли на Восток (совместно с Джузеппе де Сантисом)
- 1965 — Ленин в Швейцарии

## Награды и премии
- орден Трудового Красного Знамени (01.02.1939)
- орден «Знак Почёта» (06.03.1950)[1]
- медали
- Сталинская премия первой степени (1947) — за фильм «Адмирал Нахимов» (1946)
- Сталинская премия второй степени (1951) — за фильм «Жуковский» (1950)